# Bernardo de Caula

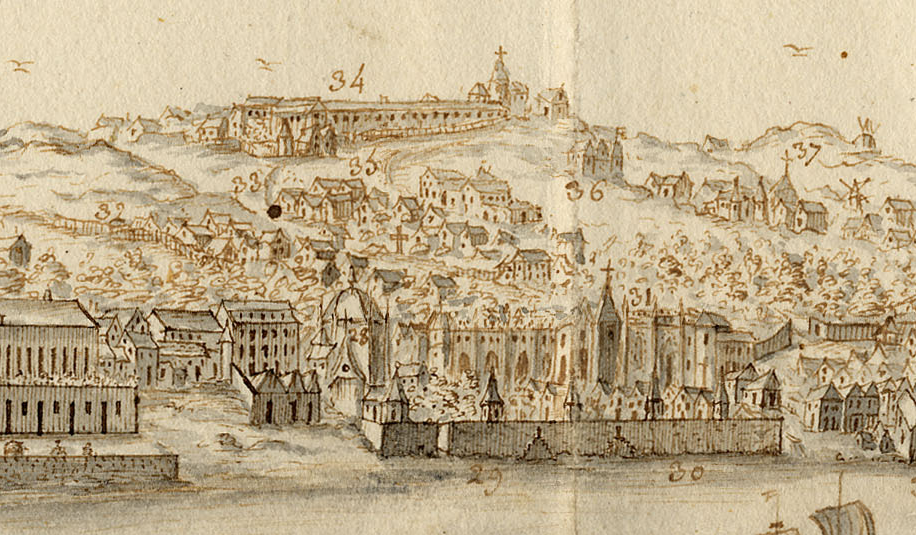
Belém e Ajuda - Vista e perspectiva da Barra, Costa e Cidade de Lisboa (Bernardo de Caula, 1763)

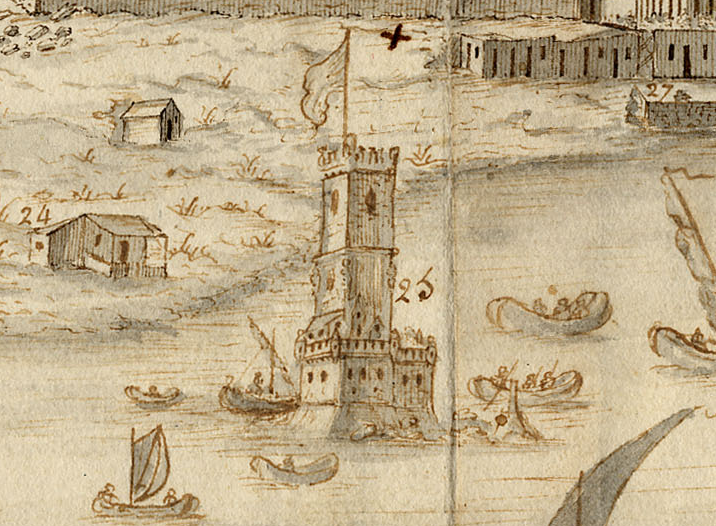
Torre de Belém - Vista e perspectiva da Barra, Costa e Cidade de Lisboa (Bernardo de Caula, 1763)

Bernardo de Caula, foi um soldado de origem francesa, que ingressou no Exército Português, como primeiro tenente da Companhia de Mineiros e Sapadores do Regimento de Artilharia de Lagos, em 7 de novembro de 1763. Em 17 de outubro de 1771, foi promovido a capitão e em 26 de março de 1789, passou à situação de reforma por motivo de doença. Foi pai do general Carlos Frederico Bernardo de Caula e avô do também general Carlos Maria de Caula. 
Desenhador e cartógrafo, o militar realizou diversos projetos para a Marinha Portuguesa, muitos dos quais hoje encontram-se em museus e bibliotecas ao redor do mundo. Bernardo retratou a costa e a cidade em pleno processo de recuperação do terrível terremoto de Lisboa, marcado como um dos sismos mais mortíferos da história, apontando o que alguns historiadores chamam a pré-história da Europa Moderna. Os sismólogos estimam que o sismo de 1755 atingiu magnitudes entre 8,7 a 9 na escala de Richter. Foi em 1 de novembro de 1755.